# Hash brown

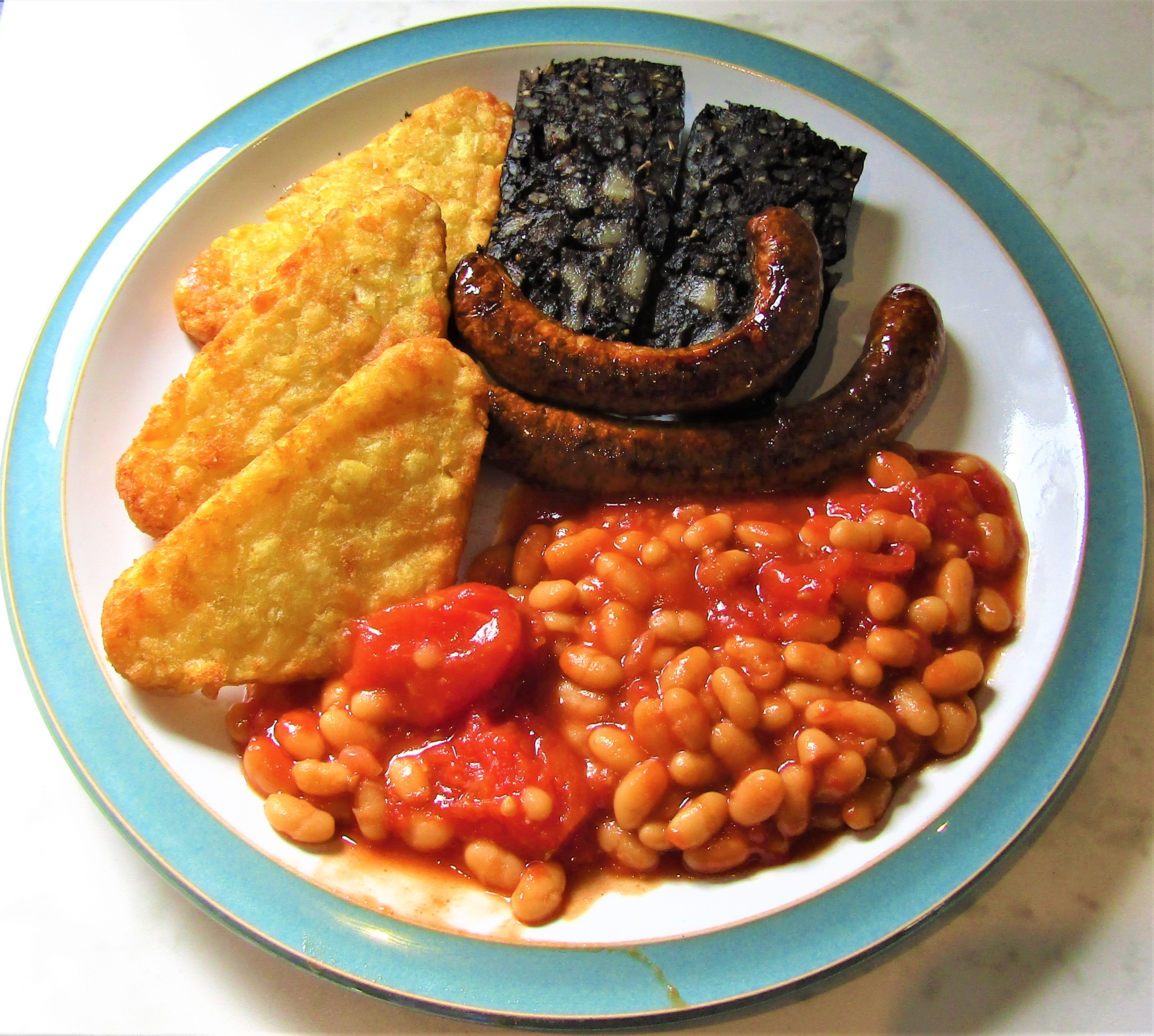
Angielskie śniadanie podane z hash browns (w lewej części talerza)

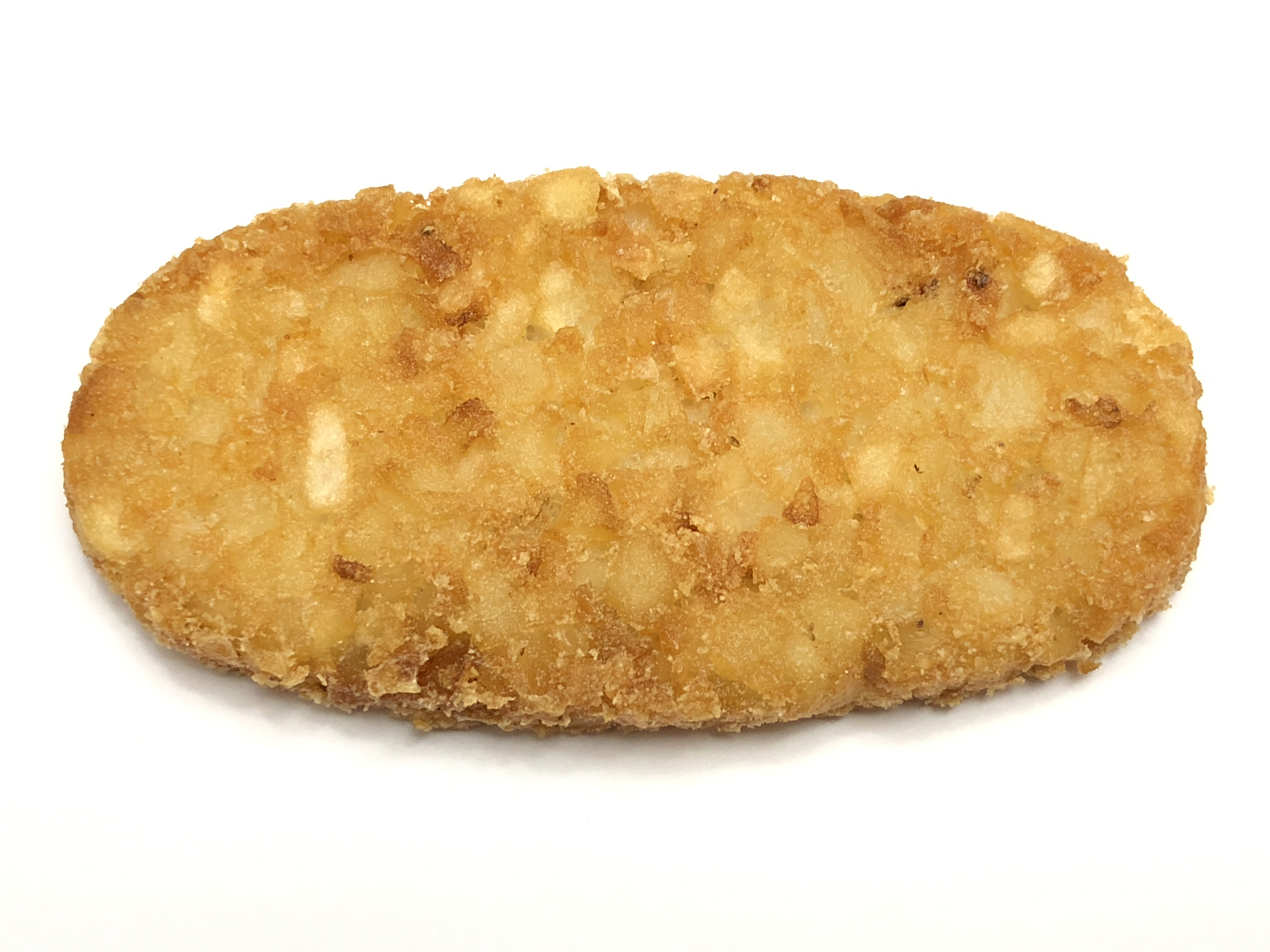
Hash brown serwowany w sieci McDonald’s w Stanach Zjednoczonych

Hash brown (l. mn. hash browns) – potrawa ze startych lub drobno krojonych ziemniaków, uformowanych w niewielkie placki, które poddawane są smażeniu do zabrązowienia, przypominająca placki ziemniaczane. Często doprawiona posiekaną cebulą i podawana do śniadania w stylu angielskim lub amerykańskim, głównie do kiełbasy lub smażonego jajka. Może być wykonywana na co najmniej cztery sposoby.

## Etymologia
Termin hash pochodzi od francuskiego słowa hacher, które oznacza siekanie, rozdrabianie, natomiast brown jest określeniem koloru potrawy po usmażeniu. Do roku 1970 w amerykańskiej angielszczyźnie używano określenia hashed brown potatoes.

## Historia
Znawcy tematów kulinarnych, m.in. Erin Nudi sugerują, że hash browns zostały prawdopodobnie zainspirowane przez takie potrawy, jak szwajcarska rösti lub hiszpańska tortilla. Pierwsza wzmianka o hash browns pojawiła się w roku 1835 w roczniku Minnesota Farmers’ Institute Annual, w którym zamieszczono trzy różne przepisy na placki z tartych ziemniaków. Za pierwszą definicję uznaje się podaną przez Marię Parloa w roku 1888 w książce Kitchen Companion: A Guide for All Who Would Be Good Housekeepers, gdzie hash browns określa się jako „usmażoną mieszaninę z zimnych gotowanych ziemniaków”. W r. 1890 hash browns pojawiły się w menu śniadaniowym nowojorskich hoteli.

## Rodzaje hash brown
Wyróżnia się następujące rodzaje hash browns:
- z tartych ziemniaków
- country style z ziemniaków pokrojonych w kostkę
- patties, formowane w kształcie zbliżonym do hamburgerów[4]
- O’Brien – podobne do country style z dodatkiem papryki, cebuli i ziela angielskiego

## Wartość spożywcza
100 g hash browns brytyjskiej firmy McCain po upieczeniu zawiera:
| składnik          | Zawartość |
| ----------------- | --------- |
| Energia           | 194 kcal  |
| Tłuszcz           | 8,7 g     |
| Tłuszcze nasycone | 1 g       |
| Węglowodany       | 25 g      |
| Cukry             | < 0,5 g   |
| Błonnik           | 2,5 g     |
| Białko            | 3,1 g     |
| Sól               | 1,1 g     |